# Ніколай Томсен
Ніколай Томсен (дан. Nicolaj Thomsen, нар. 8 травня 1993, Скаген) — данський футболіст, півзахисник клубу «Волеренга».

## Клубна кар'єра
У дорослому футболі дебютував 2011 року виступами за команду клубу «Ольборг», кольори якої захищає й донині.

## Виступи за збірні
2011 року дебютував у складі юнацької збірної Данії, взяв участь у 7 іграх на юнацькому рівні.
З 2013 року залучається до складу молодіжної збірної Данії. На молодіжному рівні зіграв у 21 офіційному матчі, забив 3 голи.

## Титули і досягнення
- Чемпіон Данії (3):

«Ольборг»: 2013-14
«Копенгаген»: 2016-17, 2018-19
- Володар Кубка Данії (2):

«Ольборг»: 2013-14
«Копенгаген»: 2016-17